# Demonic Possession
Demonic Possession är det norska black metal-bandet Tsjuders andra studioalbum, utgivet 2002 av skivbolaget Drakkar Productions.

## Låtlista
1. "Eriphion Epistates" – 4:03
2. "Demoner av Satans rike" – 5:01
3. "Ancient Hate" – 6:51
4. "Bloodshedding Horror" – 3:24
5. "Deathwish" – 4:57
6. "A Twisted Mind" – 4:29
7. "I-10" – 3:48
8. "Primeval Fear" – 8:33
9. "Outro" (instrumental) – 1:05

- Text och musik: Nag (spår 2, 4, 6), Draugluin (spår 3, 5, 8), Trygve (spår 1), Arak Draconiiz (spår 7)

## Medverkande
Musiker (Tsjuder-medlemmar)
- Nag (Jan-Erik Romøren) – sång, basgitarr
- Draugluin (Halvor Storrøsten) – gitarr
- Jontho (John Thomas Bratland) – trummor

Bidragande musiker
- Trygve – sångtext, musik
- Arak Draconiiz – sångtext, musik

Produktion
- Harald Værnor – producent, ljudtekniker, ljudmix
- Tsjuder – producent, foto
- Per C. "Necrogasm" Grim – foto
- Christophe Szpajdel – logo